# Scogli Bacili (Lesina)
Gli scogli Bacili (in croato Lukavci) sono una coppia di isolotti della Croazia, nella Dalmazia centrale a sud dell'isola di Lesina. Amministrativamente appartengono alla città di Lesina, nella regione spalatino-dalmata.

## Geografia
Gli scogli si trovano in mare aperto nella parte occidentale del canale di Curzola (Korčulanski kanal) 4 M a ovest di Torcola e 3,3 M a sud del villaggio di Santa Domenica (Sveta Nedjelja) che si trova sulla costa meridionale dell'isola di Lesina.
- Bacile Primo[12] o Bacile[3] (Lukavci 1, Veli o Prvi), il maggiore, a forma di goccia con la punta rivolta a est, ha una superficie di 0,027 km²[13], la costa lunga 650 m[13] e l'altezza di 4,9 m[1]. Bacile Primo è conosciuto anche come scoglio dei Vescovi poiché vi naufragò nel 1033 una nave con a bordo i vescovi di Cattaro, Dulcigno e Antivari[3].
- Bacile Secondo (Lukavci 2, Mali o Drugi), di forma arrotondata, si trova a sud-est del primo alla distanza di circa 600 m[14]; ha una superficie di 0,017 km²[8], la costa lunga 483 m[8] e l'altezza di 5,4 m[1]. Sullo scoglio c'è un segnale luminoso (43°04′58″N 16°34′53″E).

### Cartografia
- (HR) Mappa topografica della Croazia 1:25000, su preglednik.arkod.hr. URL consultato il 26 giugno 2017.
- G. Giani, Carta prospettiva delle Comuni censuarie della Dalmazia, foglio 9, 1839. Fondo Miscellanea cartografica catastale, Archivio di Stato di Trieste.
- Carta di cabottaggio del mare Adriatico, foglio IX, Milano, Istituto geografico militare, 1822-1824. URL consultato il 27 giugno 2017 (archiviato dall'url originale il 13 aprile 2013).